# Liste der Wupperbrücken
Die Liste der Wupperbrücken listet alle Fußgängerbrücken, Straßenbrücken und Eisenbahnbrücken über die Wupper auf. Die Sortierung ist von der Quelle zur Mündung.
| \| Name und Koordinate \| Verkehrsart und Bauform \| Flusskilometer \| \| --------------------------------------------------------------------------- \| ---------------------------------------------------------------------------------------------------------------------------------------------------------------------------------------------------------------------------------- \| -------------- \| \| Gemeinde Marienheide \| \| \| \| Wipperbrücke Zur Wupperquelle Nord (51° 5′ 35″ N, 7° 35′ 45″ O) \| innerörtlicher Straßenverkehr \| 115,65 \| \| Wipperbrücke Zur Wupperquelle Süd (51° 5′ 33″ N, 7° 35′ 45″ O) \| innerörtlicher Straßenverkehr \| 115,59 \| \| Wipperbrücke bei Börlinghausen (51° 5′ 29″ N, 7° 35′ 39″ O) \| Feldweg \| 115,34 \| \| Wipperbrücke bei Holzwipper (51° 5′ 24″ N, 7° 35′ 22″ O) \| Feldweg \| 114,97 \| \| Wipperbrücke Holzwipper (L306) (51° 5′ 20″ N, 7° 34′ 57″ O) \| Spannbeton-Balkenbrücke für Landesstraße 306 \| 114,45 \| \| Wipperbrücke Holzwipper (K44) (51° 5′ 20″ N, 7° 34′ 57″ O) \| Spannbeton-Balkenbrücke für Kreisstraße 44 (Oberbergischer Kreis) \| 114,4 \| \| Damm Stauteich Holzwipper (51° 5′ 26″ N, 7° 34′ 21″ O) \| Fußweg \| 113,6 \| \| Wipperbrücke Eulenbecke (51° 4′ 59″ N, 7° 33′ 22″ O) \| Kleiner Fahrweg \| 111,87 \| \| Wipperbrücke Brucher Straße (51° 5′ 4″ N, 7° 33′ 7″ O) \| Kleiner Fahrweg \| 111,46 \| \| Wippersteg Neuenhaus Mitte (51° 5′ 9″ N, 7° 32′ 53″ O) \| Fußgängersteg \| 111,15 \| \| Wippersteg Neuenhaus Ost (51° 5′ 10″ N, 7° 32′ 48″ O) \| Fußgängersteg \| 110,98 \| \| Wipperbrücke Klosterstraße West (51° 5′ 12″ N, 7° 32′ 45″ O) \| Kleiner Fahrweg \| 110,9 \| \| Wipperbrücke Klosterstraße Ost (51° 5′ 14″ N, 7° 32′ 41″ O) \| innerörtlicher Straßenverkehr \| 110,76 \| \| Wipperbrücke Wipperweg (51° 5′ 13″ N, 7° 32′ 21″ O) \| innerörtlicher Straßenverkehr \| 110,36 \| \| Wippersteg Am Krüenberg (51° 5′ 16″ N, 7° 32′ 9″ O) \| Fußgängersteg \| 110,07 \| \| Wipperbrücke Am Krüenberg (51° 5′ 16″ N, 7° 32′ 7″ O) \| Privatweg \| 110,04 \| \| Wippersteg Oberwipper Ost (51° 5′ 24,5″ N, 7° 32′ 5″ O) \| Fußgängersteg \| 109,72 \| \| Wippersteg Oberwipper West (51° 5′ 24,5″ N, 7° 31′ 54″ O) \| Fußgängersteg \| 109,5 \| \| Wipperbrücke Linger Straße (51° 5′ 25″ N, 7° 31′ 45″ O) \| Landesstraße 97 \| 109,39 \| \| Wipperbrücke Seehausstraße (51° 5′ 24″ N, 7° 31′ 55″ O) \| innerörtlicher Straßenverkehr \| 108,62 \| \| Wipperfurt Gogarten (51° 6′ 4″ N, 7° 30′ 20″ O) \| Furt für Fußgänger \| 106,8 \| \| Wipperbrücke Rönsahler Weg (51° 6′ 12″ N, 7° 29′ 54″ O) \| Kleiner Fahrweg \| 106,2 \| \| Stadt Wipperfürth \| \| \| \| Wipperbrücke Marienheider Straße (51° 6′ 21″ N, 7° 29′ 22″ O) \| Spannbeton-Balkenbrücke für Bundesstraße 256 \| 105,19 \| \| Wipperbrücke Dohrgauler Straße (51° 6′ 40″ N, 7° 29′ 10″ O) \| Spannbeton-Balkenbrücke für Kreisstraße 39 (Oberbergischer Kreis) \| 104,42 \| \| Wuppersteg Klaswipper Ost (51° 6′ 50″ N, 7° 28′ 50″ O) \| Fußgängersteg \| 103,85 \| \| Wuppersteg Klaswipper Mitte (51° 6′ 51″ N, 7° 28′ 33″ O) \| Feldweg \| 103,42 \| \| Wupperbrücke Niederklüppelberg (51° 6′ 43″ N, 7° 28′ 21″ O) \| Fahrstraße \| 103,0 \| \| Wupperbrücke Neuensturmberg (51° 6′ 51″ N, 7° 27′ 8″ O) \| Fahrstraße \| 100,73 \| \| Wupperbrücke Egerpohl Ost (51° 6′ 57″ N, 7° 26′ 54″ O) \| Feldweg \| 100,27 \| \| Wupperbrücke Egerpohl Mitte (51° 7′ 1″ N, 7° 26′ 43″ O) \| Feldweg (baufällig, außer Betrieb) \| 99,78 \| \| Wupperbrücke Egerpohl West (51° 7′ 5″ N, 7° 26′ 29″ O) \| Fahrstraße \| 99,49 \| \| Wuppersteg Niederwipper (51° 7′ 5″ N, 7° 25′ 51″ O) \| Für Fußgänger \| 98.67 \| \| Wuppersteg Am Stauweiher (51° 7′ 7,2″ N, 7° 25′ 4,2″ O) \| Stahlsteg für Fußgänger, Betreten auf eigene Gefahr \| 97,5 \| \| Wupperbrücke Am Stauweiher (51° 7′ 7,7″ N, 7° 25′ 0,2″ O) \| Fahrstraße \| 97,5 \| \| Wupperbrücke Gewerbegebiet Leiersmühle (51° 7′ 8″ N, 7° 24′ 53″ O) \| Werksverkehr (baufällig, außer Betrieb) \| 97,33 \| \| Wupperbrücke Lüdenscheider Straße (51° 7′ 17″ N, 7° 24′ 33″ O) \| Spannbeton-Balkenbrücke der Landesstraße 284 \| 96,86 \| \| Eisenbahnbrücke Ohler Wiesen (51° 7′ 17″ N, 7° 24′ 4″ O) \| Stahlbrücke der Wippertalbahn, heute Fußgängerbrücke \| 96,07 \| \| Wupperbrücke Gartenstraße (51° 7′ 12″ N, 7° 24′ 0″ O) \| Spannbeton-Balkenbrücke für den innerstädtischen Verkehr \| 95,78 \| \| Wupperbrücke Stauwehr Gaulbach (51° 7′ 8,5″ N, 7° 23′ 50″ O) \| Für Fußgänger \| 95,54 \| \| Werksbrücke Radium Ost (51° 7′ 6″ N, 7° 23′ 45″ O) \| Für Fußgänger \| 95,43 \| \| Werksbrücke Radium West (51° 7′ 6″ N, 7° 23′ 43″ O) \| Werksverkehr \| 95,4 \| \| Wupperbrücke Radiumstraße (51° 7′ 4″ N, 7° 23′ 35″ O) \| Spannbeton-Balkenbrücke für den innerstädtischen Verkehr \| 95,21 \| \| Wupperbrücke Bahnstraße (51° 7′ 3″ N, 7° 23′ 30″ O) \| Spannbeton-Balkenbrücke für den innerstädtischen Verkehr \| 95,1 \| \| Wupperbrücke Westtangente (51° 7′ 1″ N, 7° 23′ 24″ O) \| Spannbeton-Balkenbrücke für den innerstädtischen Verkehr (Bundesstraße 237) \| 94,87 \| \| Wuppersteg Erste Mühle (51° 7′ 4″ N, 7° 23′ 10″ O) \| Für Fußgänger \| 94,67 \| \| Wuppersteg Hämmern (51° 7′ 41″ N, 7° 21′ 40″ O) \| Für Fußgänger \| 92,2 \| \| Stadt Hückeswagen \| \| \| \| Wupperbrücke Bevertalstraße (51° 8′ 25″ N, 7° 21′ 5″ O) \| Kreisstraße 5 (Oberbergischer Kreis) \| 89,95 \| \| Wupperbrücke An der Schlossfabrik (51° 8′ 26″ N, 7° 21′ 9″ O) \| Innerstädtischer Verkehr \| 89,88 \| \| Wupperbrücke Gleisanschluss Schlossfabrik (51° 8′ 50″ N, 7° 21′ 3″ O) \| Stahlbrücke für einen früheren Gleisanschluss der Schlossfabrik an der Wippertalbahn \| 89,02 \| \| Eisenbahnbrücke Hückeswagen (51° 8′ 58″ N, 7° 20′ 49″ O) \| Stahlbrücke der Wippertalbahn, heute Fußgängerbrücke \| 88,61 \| \| Wupperbrücke Rader Straße (Hückeswagen) (51° 9′ 12″ N, 7° 20′ 34″ O) \| Spannbeton-Balkenbrücke für den innerstädtischen Verkehr (Bundesstraße 483) \| 88,02 \| \| Ernst-Müller-Brücke (51° 9′ 20″ N, 7° 20′ 21″ O) \| ehemalige Holz-Bogenbrücke für Fußgänger (Bogen über den Übergang). Die Brücke ist nach anderthalbjähriger Sperrung aufgrund Baufälligkeit noch vor der Montage einer dort vorgesehenen Ersatzbrücke am 24. Juni 2008 eingestürzt. \| 87,63 \| \| Brücke Wehr Wupper-Vorsperre (51° 9′ 48″ N, 7° 19′ 43″ O) \| Spannbeton-Balkenbrücke für Fußgänger auf dem Stauwehr der Wupper-Vorsperre \| 85,64 \| \| linkes Ufer: Stadt Remscheid – rechtes Ufer: Stadt Radevormwald \| \| \| \| Kräwinklerbrücke über die Wuppertalsperre (51° 11′ 7″ N, 7° 18′ 27″ O) \| Spannbeton-Balkenbrücke der Landesstraße 412 \| 78,88 \| \| Wupperbrücke B229 über die Wuppertalsperre (51° 11′ 48″ N, 7° 18′ 17″ O) \| Spannbeton-Balkenbrücke der Bundesstraße 229 \| 75,93 \| \| Stadt Radevormwald \| \| \| \| Damm Wuppertalsperre (51° 11′ 55″ N, 7° 18′ 3″ O) \| Steinschüttdamm mit Fahrbahn \| 75,6 \| \| Wupperbrücke Rader Straße (Radevormwald) (51° 11′ 58″ N, 7° 18′ 3″ O) \| Spannbeton-Balkenbrücke für Fahrweg \| 75,45 \| \| Krebsögersteg (51° 12′ 12″ N, 7° 18′ 15″ O) \| Fußgängersteg \| 74,61 \| \| Eisenbahnbrücke Wilhelmstal (51° 12′ 22″ N, 7° 18′ 20″ O) \| Stahlbrücke der Wuppertalbahn \| 74,29 \| \| Eisenbahnbrücke Staustufe Dahlhausen (51° 12′ 30″ N, 7° 18′ 25″ O) \| Stahlbrücke der Wuppertalbahn über die Staustufe Dahlhausen \| 73,55 \| \| Werksbrücke Hardt & Pocorny (51° 12′ 48″ N, 7° 18′ 29″ O) \| Werksbrücke aus Stahl für Fußgänger (wegen Baufälligkeit gesperrt) \| 72,35 \| \| Wupperbrücke Hardtstraße (51° 12′ 54″ N, 7° 18′ 33″ O) \| Spannbeton-Balkenbrücke für innerörtlichen Straßenverkehr (Landesstraße 81) \| 72,12 \| \| Wupperbrücke Vogelsmühle (51° 13′ 21″ N, 7° 18′ 19″ O) \| Stahlbrücke für Fußgänger / kleiner Fahrweg (2007 restauriert) \| 71,12 \| \| Eisenbahnbrücke Dahlerau (51° 13′ 26″ N, 7° 18′ 30″ O) \| Stahlbrücke der Wuppertalbahn \| 70,87 \| \| Wupperbrücke Wülfingstraße (51° 13′ 14″ N, 7° 18′ 44″ O) \| Stahlbrücke für innerörtlichen Straßenverkehr \| 70,2 \| \| Fußgängerbrücke Wupperstraße/Grunewald (51° 13′ 21″ N, 7° 19′ 4″ O) \| Für Fußgänger \| 69,52 \| \| linkes Ufer: Stadt Wuppertal – rechtes Ufer: Stadt Ennepetal \| \| \| \| Fußgängerbrücke Beyenburger Stausee (51° 14′ 28″ N, 7° 18′ 19″ O) \| Spannbeton-Balkenbrücke für Fußgänger \| 66,64 \| \| Fischbauchbrücke Beyenburg (51° 14′ 52″ N, 7° 17′ 49″ O) \| Fischbauchträger-Stahlbrücke (Bj. 1890) der Wuppertalbahn \| 55,41 \| \| Wupperbrücke Porta Westfalica Ost (51° 14′ 53″ N, 7° 17′ 50″ O) \| Spannbeton-Balkenbrücke der Landesstraße 414 \| 55,39 \| \| Fußgängersteg Beyenburg-Schemm (51° 14′ 56″ N, 7° 18′ 8″ O) \| Stahlbrücke für Fußgänger \| 64,98 \| \| Fußgängersteg Bilstein (51° 15′ 10″ N, 7° 18′ 18″ O) \| Stahlbrücke für Fußgänger \| 64,39 \| \| linkes Ufer: Stadt Wuppertal – rechtes Ufer: Stadt Schwelm \| \| \| \| Werksbrücke WGF COLCOTON – Garn 1 (51° 15′ 1″ N, 7° 17′ 45″ O) \| Werksverkehr \| 63,52 \| \| Werksbrücke WGF COLCOTON – Garn 2 (51° 15′ 1″ N, 7° 17′ 39″ O) \| Werksverkehr \| 63,42 \| \| Werksbrücke WGF COLCOTON – Garn 3 (51° 15′ 1″ N, 7° 17′ 37″ O) \| Werksverkehr \| 63,39 \| \| Wupperbrücke Porta Westfalica West (51° 15′ 0″ N, 7° 17′ 27″ O) \| Spannbeton-Balkenbrücke der Landesstraße 414 \| 63,18 \| \| Stadt Wuppertal \| \| \| \| Beyenburger Brücke (51° 14′ 59″ N, 7° 17′ 21″ O) \| Spannbeton-Balkenbrücke der Landesstraße 411[1] \| 63,03 \| \| Werksbrücke Erfurt (51° 15′ 33″ N, 7° 16′ 32″ O) \| Werksverkehr \| 61,46 \| \| Wupperbrücke Hugo-Erfurt-Straße (51° 15′ 34″ N, 7° 16′ 29″ O) \| kleine Fahrstraße \| 61,37 \| \| Eisenbahnbrücke Dahlhausen (Schwelm) (51° 15′ 22″ N, 7° 16′ 20″ O) \| Stahlfachwerkbrücke (Bj. 1890) der Wuppertalbahn[2] \| 60,83 \| \| Wupperbrücke Theodor-Schröder-Weg (51° 15′ 11″ N, 7° 16′ 13″ O) \| Spannbeton-Balkenbrücke für Fußgänger, kleine Fahrstraße \| 60,48 \| \| Wupperbrücke Edmund-Vette-Weg (51° 15′ 19″ N, 7° 15′ 5″ O) \| Balkenbrücke für Fußgänger \| 59,03 \| \| Werksbrücke Vorwerk (51° 15′ 14″ N, 7° 14′ 34″ O) \| Fußgänger, kleine Fahrstraße \| 58,4 \| \| Wupperbrücke Blombacher Bach (51° 15′ 23″ N, 7° 13′ 54″ O) \| Spannbeton-Balkenbrücke der Landesstraße 420 \| 57,56 \| \| Wuppertalbrücke (51° 15′ 25″ N, 7° 13′ 52″ O) \| Stahlverbundbrücke der Bundesautobahn 1 \| 57,48 \| \| Eisenbahnbrücke Öhde (51° 15′ 35″ N, 7° 13′ 54″ O) \| Eisenbahnbrücke (Bj. 1869) der Wuppertalbahn[2] \| 57,09 \| \| Werksbrücke (51° 15′ 49″ N, 7° 14′ 3″ O) \| Werksverkehr \| 56,62 \| \| Eisenbahnbrücke Rauental 51° 16′ 2″ N, 7° 14′ 9″ O \| Bogenbrücke der Bahnstrecke Wuppertal-Oberbarmen–Opladen \| 56,22 \| \| Wupperbrücke Bockmühle (51° 16′ 4″ N, 7° 14′ 8″ O) \| Bundesstraße 51 \| 56,19 \| \| Heckinghauser Zollbrücke (51° 16′ 16″ N, 7° 13′ 53″ O) \| Bruchstein-Bogenbrücke (Bj. 1755) für Fußgänger[2] \| 55,7 \| \| Wupperbrücke Waldeckstraße (51° 16′ 26″ N, 7° 13′ 32″ O) \| Spannbeton-Balkenbrücke der Landesstraße 726 \| 55,15 \| \| Eisenbahnbrücke Oberbarmen (51° 16′ 27″ N, 7° 13′ 30″ O) \| Bahnstrecke Elberfeld–Dortmund \| 55,1 \| \| Rittershauser Brücke (51° 16′ 28″ N, 7° 13′ 28″ O) \| Balkenbrücke für Fußgänger \| 55,04 \| \| Wupperbrücke Berliner Platz (51° 16′ 29″ N, 7° 13′ 22″ O) \| Innerstädtischer Straßenverkehr \| 54,93 \| \| Schwebebahnstation Oberbarmen Bahnhof (51° 16′ 29″ N, 7° 13′ 20″ O) \| Fußgänger \| 54,88 \| \| Wupperbrücke Schöneberger Ufer (51° 16′ 29″ N, 7° 13′ 18″ O) \| Innerstädtischer Straßenverkehr \| 54,85 \| \| Wupperbrücke Stennert (51° 16′ 27″ N, 7° 13′ 1″ O) \| Innerstädtischer Straßenverkehr \| 54,51 \| \| Wupperbrücke Brändströmstraße (51° 16′ 24″ N, 7° 12′ 49″ O) \| Innerstädtischer Straßenverkehr / Landesstraße 419[1] \| 54,23 \| \| Pfälzer Steg (51° 16′ 25,5″ N, 7° 12′ 40,4″ O) \| Fußgänger Der Abriss der ursprünglichen/ehemaligen, 1895 gebauten Brücke, erfolgte am 9./10. Dezember 2019 aus Baufälligkeitsgründen.[3] Im Januar 2023 wurde ein Ersatzneubau aus Stahl errichtet.[4] \| 54,06 \| \| Werther Brücke (51° 16′ 21″ N, 7° 12′ 25″ O) \| Stahlbrücke für innerstädtischen Straßenverkehr[2] \| 53,71 \| \| Schwebebahnstation Werther Brücke (51° 16′ 21″ N, 7° 12′ 25″ O) \| Fußgänger \| 53,70 \| \| Wupperbrücke Diedenhofer Straße (51° 16′ 14″ N, 7° 12′ 17″ O) \| Fußgänger \| 53,41 \| \| Wupperbrücke South-Tyneside-Ufer (51° 16′ 13″ N, 7° 12′ 8″ O) \| Fußgänger \| 53,23 \| \| Wupperbrücke Rolingswerth (51° 16′ 11″ N, 7° 12′ 2″ O) \| Stahlbrücke für innerstädtischen Straßenverkehr \| 53,1 \| \| Clefbrücke (51° 16′ 10″ N, 7° 11′ 57″ O) \| Stahlbrücke, gesperrt (vorher Fußverkehr)[5] \| 52,99 \| \| Schwebebahnstation Alter Markt (51° 16′ 10″ N, 7° 11′ 53″ O) \| Fußgänger \| 52,9 \| \| Straßenkreuzung Alter Markt (51° 16′ 11″ N, 7° 11′ 50″ O) \| Spannbeton-Balkenbrücke für innerstädtischen Straßenverkehr / Bundesstraße 7 \| 52,85 \| \| Schafbrücke (51° 16′ 9″ N, 7° 11′ 42″ O) \| gesperrt (vorher Fußverkehr) \| 52,77 \| \| Dörner Brücke (51° 16′ 6″ N, 7° 11′ 35″ O) \| Stahlbrücke (Bj. 1869) für innerstädtischen Straßenverkehr[5] \| 52,52 \| \| Adlerbrücke (51° 16′ 1″ N, 7° 11′ 22″ O) \| Rad- und Fußverkehr[5] \| 52,21 \| \| Schwebebahnstation Adlerbrücke (51° 16′ 1″ N, 7° 11′ 21″ O) \| Fußgänger \| 52,20 \| \| Wupperbrücke Wasserstraße (51° 16′ 0″ N, 7° 11′ 6″ O) \| Stahlbrücke für innerstädtischen Straßenverkehr \| 51,9 \| \| Loher Brücke (51° 16′ 2″ N, 7° 10′ 51″ O) \| Innerstädtischer Straßenverkehr / Landesstraße 433[1] \| 51,6 \| \| Wupperbrücke Farbmühle (51° 15′ 55″ N, 7° 10′ 42″ O) \| Innerstädtischer Straßenverkehr[1] \| 51,3 \| \| Mühlenbrücke (51° 15′ 51″ N, 7° 10′ 37″ O) \| Fußgängerbrücke (Bj. 2006), ehemalige Gerüstbrücke der Schwebebahn \| 51,17 \| \| Wupperbrücke Völklinger Straße (51° 15′ 45″ N, 7° 10′ 26″ O) \| Stahlbrücke für innerstädtischen Straßenverkehr[5] \| 50,85 \| \| Haspeler Brücke (51° 15′ 31″ N, 7° 9′ 49″ O) \| Stahlbrücke (Bj. 1902) für innerstädtischen Straßenverkehr[5] \| 49,99 \| \| Wupperbrücke Eiland (51° 15′ 28″ N, 7° 9′ 43″ O) \| Stahlbrücke für innerstädtischen Straßenverkehr[5] \| 49,84 \| \| Wupperbrücke Hartmannufer (51° 15′ 26″ N, 7° 9′ 39″ O) \| Fußgänger \| 49,73 \| \| Wupperbrücke Friedrich-Engels-Allee (51° 15′ 22″ N, 7° 9′ 32″ O) \| Spannbeton-Balkenbrücke für innerstädtischen Straßenverkehr / Bundesstraße 7 \| 49,55 \| \| Wupperbrücke Barmer Straße (51° 15′ 21″ N, 7° 9′ 31″ O) \| Stahlbrücke für innerstädtischen Straßenverkehr[1] \| 49,5 \| \| Schwebebahnstation Kluse (51° 15′ 20″ N, 7° 9′ 17″ O) \| Spannbeton-Balkenbrücke für Fußgänger \| 49,13 \| \| Wupperbrücke Bundesallee 1 (51° 15′ 22″ N, 7° 9′ 14″ O) \| Spannbeton-Balkenbrücke für innerstädtischen Straßenverkehr / Bundesstraße 7 \| 49,04 \| \| Wupperbrücke Wesendonkstraße (51° 15′ 24″ N, 7° 9′ 7″ O) \| Stahlbrücke für innerstädtischen Straßenverkehr[5] \| 48,9 \| \| Brausenwerther Brücke (51° 15′ 24″ N, 7° 9′ 2″ O) \| Spannbeton-Balkenbrücke (Bj. 1960) für innerstädtischen Straßenverkehr \| 48,49 \| \| Wupperbrücke Hofaue (51° 15′ 23″ N, 7° 8′ 58″ O) \| Fußgänger (ohne Zugänge) \| 48,7 \| \| Wupperbrücke Alte Freiheit (51° 15′ 22″ N, 7° 8′ 56″ O) \| Fußgängerzone[1] \| 48,66 \| \| Isländer Brücke (51° 15′ 20″ N, 7° 8′ 48″ O) \| Stahlbrücke für innerstädtischen Straßenverkehr[1] \| 48,49 \| \| Bismarcksteg (51° 15′ 20″ N, 7° 8′ 44″ O) \| Stahlbrücke (Bj. 1905) für Fußgänger[5] \| 48,42 \| \| Wupperbrücke Alexanderstraße (51° 15′ 20″ N, 7° 8′ 36″ O) \| Stahlbrücke für innerstädtischen Straßenverkehr \| 48,26 \| \| Schwebebahnstation Ohligsmühle (51° 15′ 19″ N, 7° 8′ 34″ O) \| Fußgänger \| 48,2 \| \| Wupperbrücke Bundesallee 2 (51° 15′ 17″ N, 7° 8′ 29″ O) \| Spannbeton-Balkenbrücke für innerstädtischen Straßenverkehr / Bundesstraße 7 \| 48,07 \| \| Wupperbrücke Alsenstraße (51° 15′ 11″ N, 7° 8′ 13″ O) \| Stahlbrücke für innerstädtischen Straßenverkehr[1] \| 47, 72 \| \| Wupperbrücke Tannenbergstraße (51° 15′ 9″ N, 7° 8′ 5″ O) \| Stahlbrücke für innerstädtischen Straßenverkehr \| 47,56 \| \| Wupperbrücke Moritzstraße (51° 15′ 4″ N, 7° 7′ 55″ O) \| Stahlbrücke für innerstädtischen Straßenverkehr[5] \| 47,29 \| \| Wupperbrücke Pestalozzistraße (51° 14′ 55″ N, 7° 7′ 33″ O) \| Stahlbrücke für innerstädtischen Straßenverkehr[2] \| 44,72 \| \| Schwebebahnstation Pestalozzistraße (51° 14′ 55″ N, 7° 7′ 32″ O) \| Fußgänger \| 44,70 \| \| Wupperbrücke Kabelstraße (51° 14′ 55″ N, 7° 7′ 14″ O) \| Stahlbrücke (Bj. 1900) für innerstädtischen Straßenverkehr[5] \| 46,34 \| \| Werksbrücke Bayerwerk 1, einspurige Fahrbrücke (51° 14′ 56″ N, 7° 6′ 56″ O) \| Werksverkehr \| 45,97 \| \| Werksbrücke Bayerwerk 2, einspurige Fahrbrücke (51° 14′ 56″ N, 7° 6′ 56″ O) \| Werksverkehr \| 45,84 \| \| Fußgänger- und Rohrbrücke Bayerwerk (51° 14′ 53″ N, 7° 6′ 42″ O) \| Werksverkehr und Stofftransport \| 45,69 \| \| Werksbrücke Bayerwerk 3, doppelspurig (51° 14′ 53″ N, 7° 6′ 38″ O) \| Werksverkehr \| 45,60 \| \| Steg Rohrbrücke Bayerwerk (51° 14′ 51″ N, 7° 6′ 30″ O) \| Wartungssteg der Rohrbrücke \| 45,37 \| \| Schwebebahnstation Varresbecker Straße (51° 14′ 47″ N, 7° 6′ 25″ O) \| Spannbeton-Balkenbrücke für Fußgänger \| 44,30 \| \| Wupperbrücke Tiergartentreppe (51° 14′ 47″ N, 7° 6′ 25″ O) \| Stahlbrücke für Fußgänger (wegen Baufälligkeit gesperrt) \| 45,28 \| \| Werksbrücke Bayerwerk 4, doppelspurig (51° 14′ 40″ N, 7° 6′ 20″ O) \| Werksverkehr \| 45,05 \| \| Sonnborner Eisenbahnbrücke (51° 14′ 30″ N, 7° 6′ 12″ O) \| Bogenbrücke (Bj. 1910) der Bahnstrecke Düsseldorf–Elberfeld[5] \| 44,68 \| \| Wupperbrücke Siegfriedstraße (51° 14′ 30″ N, 7° 6′ 12″ O) \| Stahlbrücke für innerstädtischen Straßenverkehr \| 44,67 \| \| Schwebebahnstation Zoo/Stadion (51° 14′ 26″ N, 7° 6′ 12″ O) \| Spannbeton-Balkenbrücke für Fußgänger \| 44,57 \| \| Alte Zoobrücke am Schweriner Ufer (51° 14′ 28″ N, 7° 6′ 10″ O) \| Spannbeton-Balkenbrücke für Fußgänger, ehemals Straßenbrücke der Hubertusallee. \| 44,55 \| \| Wupperbrücke Stadion (51° 14′ 16″ N, 7° 6′ 11″ O) \| Fußgänger[5] \| 44,25 \| \| Wupperbrücke Rutenbecker Weg (51° 14′ 13″ N, 7° 5′ 52″ O) \| Stahlbrücke für innerstädtischen Straßenverkehr[1] \| 43,79 \| \| Wuppertalbrücke A46 Sonnborn (51° 14′ 14″ N, 7° 5′ 35″ O) \| Spannbeton-Balkenbrücke der Bundesautobahn 46, vier einzelne Brückenschläge \| 43,45 \| \| Wupperbrücke Anschlussstelle Sonnborn (51° 14′ 12″ N, 7° 5′ 28″ O) \| Spannbeton-Balkenbrücke der Bundesautobahn 46 \| 43,3 \| \| Wuppertalbrücke A46 Hammerstein (51° 14′ 3″ N, 7° 5′ 33″ O) \| Spannbeton-Balkenbrücke der Bundesautobahn 46, drei einzelne Brückenschläge \| 42,9 \| \| Wuppertalbrücke Zubringer L 418 (51° 13′ 50″ N, 7° 5′ 52″ O) \| Spannbeton-Balkenbrücke der Bundesautobahn 46 / Landesstraße 418 \| 42,41 \| \| Wupperbrücke Buchenhofen (51° 13′ 41″ N, 7° 6′ 19″ O) \| Stahlbrücke für innerstädtischen Straßenverkehr[1] \| 41,81 \| \| linkes Ufer: Stadt Wuppertal – rechtes Ufer: Stadt Solingen \| \| \| \| Teufelsbrücke (51° 12′ 39″ N, 7° 6′ 28″ O) \| Spannbeton-Balkenbrücke (Bj. 1975) für Fußgänger (Vorgängerbauten seit dem 19. Jahrhundert) \| 39,41 \| \| Wupperbrücke L74 Nord (51° 11′ 42″ N, 7° 6′ 25″ O) \| Spannbeton-Balkenbrücke der Landesstraße 74 \| 37,45 \| \| Kohlfurther Brücke (51° 11′ 28″ N, 7° 6′ 37″ O) \| Stahlbrücke für Fußgänger (ehemals Straßenbahn und Individualverkehr)[2] \| 36,97 \| \| Wupperbrücke L74 Süd (51° 11′ 11″ N, 7° 6′ 48″ O) \| Spannbeton-Balkenbrücke der Landesstraße 74 \| 36,36 \| \| ehemaliger Wuppersteg Papiermühle (51° 10′ 46″ N, 7° 7′ 29″ O) \| Stahlsteg für Fußgänger (wegen Baufälligkeit ab 2004 gesperrt, im Jahr 2019 abgerissen)[6] \| 34,85 \| \| Brücke Grunenburg (51° 10′ 1″ N, 7° 7′ 59″ O) \| Stahlbrücke (Bj. 1892) der Ronsdorf-Müngstener Eisenbahn (Brücke im Dezember 2014 demontiert) \| 33,0 \| \| linkes Ufer: Stadt Remscheid – rechtes Ufer: Stadt Solingen \| \| \| \| Wupperbrücke Remscheider Straße (51° 9′ 57″ N, 7° 8′ 9″ O) \| Spannbeton-Balkenbrücke der Bundesstraße 229 \| 32,75 \| \| Napoleonsbrücke (51° 9′ 56″ N, 7° 8′ 10″ O) \| Stein-Bogenbrücke Bj. 1848 (heute Fußgänger, bis 1970 Straßenverkehr) \| 32,7 \| \| Müngstener Brücke (51° 9′ 38″ N, 7° 8′ 0″ O) \| Stahl-Bogenbrücke (Bj. 1897) der Bahnstrecke Solingen-Remscheid \| 31,88 \| \| Schwebefähre Müngsten (51° 9′ 33″ N, 7° 7′ 56″ O) \| Schwebefähre für Fußgänger \| 31,67 \| \| Wupperbrücke Wiesenkotten (51° 8′ 50″ N, 7° 8′ 18″ O) \| Stahlbrücke für Fußgänger \| 29,94 \| \| Stadt Solingen \| \| \| \| Wupperbrücke Eschbachstraße (51° 8′ 15″ N, 7° 8′ 52″ O) \| Spannbetonbalkenbrücke für innerstädtischen Straßenverkehr / Landesstraße 407 \| 28,45 \| \| Seilbahn Burg (51° 8′ 12″ N, 7° 8′ 56″ O) \| Sessellift \| 28,35 \| \| Wupperbrücke Strohn (51° 8′ 22″ N, 7° 7′ 23″ O) \| Stahlbrücke für Fußgänger \| 25,87 \| \| Wupperbrücke Balkhauser Weg (51° 8′ 0″ N, 7° 7′ 8″ O) \| Spannbetonbalkenbrücke für Kreisstraße 4 (Stadtkreis Solingen) \| 24,98 \| \| linkes Ufer: Stadt Leichlingen (Rheinland) – rechtes Ufer: Stadt Solingen \| \| \| \| Wupperbrücke Odentaler Weg (51° 8′ 15″ N, 7° 5′ 4″ O) \| Spannbetonbalkenbrücke für Landesstraße 427 \| 21,4 \| \| Wuppersteg Obenrüdener Kotten (51° 7′ 39″ N, 7° 4′ 38″ O) \| Stahlsteg für Fußgänger (beim Wupperhochwasser im Juli 2021 vollständig beschädigt) \| 19,7 \| \| Wupperbrücke Fähr (51° 7′ 37″ N, 7° 3′ 58″ O) \| Balkenbrücke für Fahrweg \| 18,85 \| \| Wupperbrücke Friedrichsaue (51° 7′ 45″ N, 7° 2′ 56″ O) \| Spannbetonbalkenbrücke für Fußgänger \| 17,3 \| \| Wupperbrücke Leichlinger- / Nesselrather Straße (51° 7′ 48″ N, 7° 1′ 31″ O) \| Spannbetonbalkenbrücke für Kreisstraße 1 (Stadtkreis Solingen) \| 15,43 \| \| Wuppersteg Horn / Kradenpuhl (51° 7′ 34″ N, 7° 0′ 59″ O) \| Steg für Fußgänger \| 14,63 \| \| Stadt Leichlingen \| \| \| \| Fußgängerbrücke am Pastorat (51° 6′ 25,7″ N, 7° 0′ 42,1″ O) \| Fußgänger- und Radfahrerbrücke Stahlbrücke \| ? \| \| Marly-le-Roi-Brücke (51° 6′ 19″ N, 7° 0′ 47″ O) \| Bogenbrücke, Bogen über der Fahrbahn (Fußgängerzone / Verkehrsberuhigter Bereich) \| 11,73 \| \| Funchal-Brücke (51° 6′ 16″ N, 7° 0′ 50″ O) \| Spannbetonbalkenbrücke für innerstädtischen Straßenverkehr / Landesstraße 359 \| 11,63 \| \| Henley-on-Thames-Brücke (51° 6′ 12″ N, 7° 0′ 52″ O) \| Für Fußgänger \| 11,5 \| \| Wupperbrücke Opladener Straße (51° 5′ 54″ N, 7° 0′ 49″ O) \| Spannbetonbalkenbrücke für Landesstraße 294 \| 10,91 \| \| linkes Ufer: Stadt Leverkusen – rechtes Ufer: Stadt Leichlingen (Rheinland) \| \| \| \| Eisenbahnbrücke Wupperschleife (51° 4′ 56″ N, 7° 0′ 34″ O) \| Stahlfachwerkbrücke für die Bahnstrecke Haan-Gruiten–Köln-Deutz \| 8,17 \| \| Fußgängerbrücke Wupperschleife (51° 4′ 56″ N, 7° 0′ 34″ O) \| Für Fußgänger (unterhalb der Eisenbahnbrücke Wupperschleife) \| 8,17 \| \| Eisenbahnbrücke Hülser Busch (51° 5′ 5″ N, 7° 0′ 8″ O) \| Stahlfachwerkbrücke für die Bahnstrecke Mülheim-Speldorf–Troisdorf \| 7,55 \| \| Stadt Leverkusen \| \| \| \| Fußgängerbrücke Wiembachteiche (51° 4′ 25″ N, 6° 59′ 58″ O) \| Spannbetonbalkenbrücke für Fußgänger \| 6,1 \| \| Opladener Wupperbrücke (51° 4′ 20″ N, 6° 59′ 48″ O) \| Spannbetonbalkenbrücke für innerstädtischen Straßenverkehr / Bundesstraße 8 \| 5,85 \| \| Wupperbrücke Raoul-Wallenberg-Straße (51° 4′ 5″ N, 6° 59′ 25″ O) \| Spannbetonbalkenbrücke für innerstädtischen Straßenverkehr / Landesstraße 288 \| 5,2 \| \| Wupperbrücke Bundesautobahn 3 (51° 4′ 3″ N, 6° 59′ 15″ O) \| Spannbetonbalkenbrücke für Bundesautobahn 3 \| 5,0 \| \| Fußgängerbrücke Reuschen (51° 4′ 0″ N, 6° 59′ 3″ O) \| Für Fußgänger \| 3,72 \| \| Eisenbahnbrücke Reuschenberg (51° 3′ 32″ N, 6° 58′ 23″ O) \| Spannbetonbalkenbrücke für die Bahnstrecke Köln–Duisburg \| 3,51 \| \| Fußgängerbrücke Reuschenberg (51° 3′ 32″ N, 6° 58′ 22″ O) \| für Fußgänger \| 3,50 \| \| Wupperbrücke Westring (51° 3′ 3″ N, 6° 57′ 55″ O) \| Spannbetonbalkenbrücke für Landesstraße 108 \| 1,87 \| \| Schwimmbrücke Rheindorf (51° 2′ 46″ N, 6° 56′ 58″ O) \| Stahl-Pontonbrücke für Fußgänger / kleiner Fahrweg \| 0,62 \| \| Wupperbrücke Bundesautobahn 59 (51° 2′ 45″ N, 6° 56′ 54″ O) \| Spannbetonbalkenbrücke für Bundesautobahn 59 \| 0,56 \| | |                |
| Name und Koordinate | Verkehrsart und Bauform | Flusskilometer |
| Gemeinde Marienheide | |                |
| Wipperbrücke Zur Wupperquelle Nord (51° 5′ 35″ N, 7° 35′ 45″ O) | innerörtlicher Straßenverkehr | 115,65         |
| Wipperbrücke Zur Wupperquelle Süd (51° 5′ 33″ N, 7° 35′ 45″ O) | innerörtlicher Straßenverkehr | 115,59         |
| Wipperbrücke bei Börlinghausen (51° 5′ 29″ N, 7° 35′ 39″ O) | Feldweg | 115,34         |
| Wipperbrücke bei Holzwipper (51° 5′ 24″ N, 7° 35′ 22″ O) | Feldweg | 114,97         |
| Wipperbrücke Holzwipper (L306) (51° 5′ 20″ N, 7° 34′ 57″ O) | Spannbeton-Balkenbrücke für Landesstraße 306 | 114,45         |
| Wipperbrücke Holzwipper (K44) (51° 5′ 20″ N, 7° 34′ 57″ O) | Spannbeton-Balkenbrücke für Kreisstraße 44 (Oberbergischer Kreis) | 114,4          |
| Damm Stauteich Holzwipper (51° 5′ 26″ N, 7° 34′ 21″ O) | Fußweg | 113,6          |
| Wipperbrücke Eulenbecke (51° 4′ 59″ N, 7° 33′ 22″ O) | Kleiner Fahrweg | 111,87         |
| Wipperbrücke Brucher Straße (51° 5′ 4″ N, 7° 33′ 7″ O) | Kleiner Fahrweg | 111,46         |
| Wippersteg Neuenhaus Mitte (51° 5′ 9″ N, 7° 32′ 53″ O) | Fußgängersteg | 111,15         |
| Wippersteg Neuenhaus Ost (51° 5′ 10″ N, 7° 32′ 48″ O) | Fußgängersteg | 110,98         |
| Wipperbrücke Klosterstraße West (51° 5′ 12″ N, 7° 32′ 45″ O) | Kleiner Fahrweg | 110,9          |
| Wipperbrücke Klosterstraße Ost (51° 5′ 14″ N, 7° 32′ 41″ O) | innerörtlicher Straßenverkehr | 110,76         |
| Wipperbrücke Wipperweg (51° 5′ 13″ N, 7° 32′ 21″ O) | innerörtlicher Straßenverkehr | 110,36         |
| Wippersteg Am Krüenberg (51° 5′ 16″ N, 7° 32′ 9″ O) | Fußgängersteg | 110,07         |
| Wipperbrücke Am Krüenberg (51° 5′ 16″ N, 7° 32′ 7″ O) | Privatweg | 110,04         |
| Wippersteg Oberwipper Ost (51° 5′ 24,5″ N, 7° 32′ 5″ O) | Fußgängersteg | 109,72         |
| Wippersteg Oberwipper West (51° 5′ 24,5″ N, 7° 31′ 54″ O) | Fußgängersteg | 109,5          |
| Wipperbrücke Linger Straße (51° 5′ 25″ N, 7° 31′ 45″ O) | Landesstraße 97 | 109,39         |
| Wipperbrücke Seehausstraße (51° 5′ 24″ N, 7° 31′ 55″ O) | innerörtlicher Straßenverkehr | 108,62         |
| Wipperfurt Gogarten (51° 6′ 4″ N, 7° 30′ 20″ O) | Furt für Fußgänger | 106,8          |
| Wipperbrücke Rönsahler Weg (51° 6′ 12″ N, 7° 29′ 54″ O) | Kleiner Fahrweg | 106,2          |
| Stadt Wipperfürth | |                |
| Wipperbrücke Marienheider Straße (51° 6′ 21″ N, 7° 29′ 22″ O) | Spannbeton-Balkenbrücke für Bundesstraße 256 | 105,19         |
| Wipperbrücke Dohrgauler Straße (51° 6′ 40″ N, 7° 29′ 10″ O) | Spannbeton-Balkenbrücke für Kreisstraße 39 (Oberbergischer Kreis) | 104,42         |
| Wuppersteg Klaswipper Ost (51° 6′ 50″ N, 7° 28′ 50″ O) | Fußgängersteg | 103,85         |
| Wuppersteg Klaswipper Mitte (51° 6′ 51″ N, 7° 28′ 33″ O) | Feldweg | 103,42         |
| Wupperbrücke Niederklüppelberg (51° 6′ 43″ N, 7° 28′ 21″ O) | Fahrstraße | 103,0          |
| Wupperbrücke Neuensturmberg (51° 6′ 51″ N, 7° 27′ 8″ O) | Fahrstraße | 100,73         |
| Wupperbrücke Egerpohl Ost (51° 6′ 57″ N, 7° 26′ 54″ O) | Feldweg | 100,27         |
| Wupperbrücke Egerpohl Mitte (51° 7′ 1″ N, 7° 26′ 43″ O) | Feldweg (baufällig, außer Betrieb) | 99,78          |
| Wupperbrücke Egerpohl West (51° 7′ 5″ N, 7° 26′ 29″ O) | Fahrstraße | 99,49          |
| Wuppersteg Niederwipper (51° 7′ 5″ N, 7° 25′ 51″ O) | Für Fußgänger | 98.67          |
| Wuppersteg Am Stauweiher (51° 7′ 7,2″ N, 7° 25′ 4,2″ O) | Stahlsteg für Fußgänger, Betreten auf eigene Gefahr | 97,5           |
| Wupperbrücke Am Stauweiher (51° 7′ 7,7″ N, 7° 25′ 0,2″ O) | Fahrstraße | 97,5           |
| Wupperbrücke Gewerbegebiet Leiersmühle (51° 7′ 8″ N, 7° 24′ 53″ O) | Werksverkehr (baufällig, außer Betrieb) | 97,33          |
| Wupperbrücke Lüdenscheider Straße (51° 7′ 17″ N, 7° 24′ 33″ O) | Spannbeton-Balkenbrücke der Landesstraße 284 | 96,86          |
| Eisenbahnbrücke Ohler Wiesen (51° 7′ 17″ N, 7° 24′ 4″ O) | Stahlbrücke der Wippertalbahn, heute Fußgängerbrücke | 96,07          |
| Wupperbrücke Gartenstraße (51° 7′ 12″ N, 7° 24′ 0″ O) | Spannbeton-Balkenbrücke für den innerstädtischen Verkehr | 95,78          |
| Wupperbrücke Stauwehr Gaulbach (51° 7′ 8,5″ N, 7° 23′ 50″ O) | Für Fußgänger | 95,54          |
| Werksbrücke Radium Ost (51° 7′ 6″ N, 7° 23′ 45″ O) | Für Fußgänger | 95,43          |
| Werksbrücke Radium West (51° 7′ 6″ N, 7° 23′ 43″ O) | Werksverkehr | 95,4           |
| Wupperbrücke Radiumstraße (51° 7′ 4″ N, 7° 23′ 35″ O) | Spannbeton-Balkenbrücke für den innerstädtischen Verkehr | 95,21          |
| Wupperbrücke Bahnstraße (51° 7′ 3″ N, 7° 23′ 30″ O) | Spannbeton-Balkenbrücke für den innerstädtischen Verkehr | 95,1           |
| Wupperbrücke Westtangente (51° 7′ 1″ N, 7° 23′ 24″ O) | Spannbeton-Balkenbrücke für den innerstädtischen Verkehr (Bundesstraße 237) | 94,87          |
| Wuppersteg Erste Mühle (51° 7′ 4″ N, 7° 23′ 10″ O) | Für Fußgänger | 94,67          |
| Wuppersteg Hämmern (51° 7′ 41″ N, 7° 21′ 40″ O) | Für Fußgänger | 92,2           |
| Stadt Hückeswagen | |                |
| Wupperbrücke Bevertalstraße (51° 8′ 25″ N, 7° 21′ 5″ O) | Kreisstraße 5 (Oberbergischer Kreis) | 89,95          |
| Wupperbrücke An der Schlossfabrik (51° 8′ 26″ N, 7° 21′ 9″ O) | Innerstädtischer Verkehr | 89,88          |
| Wupperbrücke Gleisanschluss Schlossfabrik (51° 8′ 50″ N, 7° 21′ 3″ O) | Stahlbrücke für einen früheren Gleisanschluss der Schlossfabrik an der Wippertalbahn | 89,02          |
| Eisenbahnbrücke Hückeswagen (51° 8′ 58″ N, 7° 20′ 49″ O) | Stahlbrücke der Wippertalbahn, heute Fußgängerbrücke | 88,61          |
| Wupperbrücke Rader Straße (Hückeswagen) (51° 9′ 12″ N, 7° 20′ 34″ O) | Spannbeton-Balkenbrücke für den innerstädtischen Verkehr (Bundesstraße 483) | 88,02          |
| Ernst-Müller-Brücke (51° 9′ 20″ N, 7° 20′ 21″ O) | ehemalige Holz-Bogenbrücke für Fußgänger (Bogen über den Übergang). Die Brücke ist nach anderthalbjähriger Sperrung aufgrund Baufälligkeit noch vor der Montage einer dort vorgesehenen Ersatzbrücke am 24. Juni 2008 eingestürzt. | 87,63          |
| Brücke Wehr Wupper-Vorsperre (51° 9′ 48″ N, 7° 19′ 43″ O) | Spannbeton-Balkenbrücke für Fußgänger auf dem Stauwehr der Wupper-Vorsperre | 85,64          |
| linkes Ufer: Stadt Remscheid – rechtes Ufer: Stadt Radevormwald | |                |
| Kräwinklerbrücke über die Wuppertalsperre (51° 11′ 7″ N, 7° 18′ 27″ O) | Spannbeton-Balkenbrücke der Landesstraße 412 | 78,88          |
| Wupperbrücke B229 über die Wuppertalsperre (51° 11′ 48″ N, 7° 18′ 17″ O) | Spannbeton-Balkenbrücke der Bundesstraße 229 | 75,93          |
| Stadt Radevormwald | |                |
| Damm Wuppertalsperre (51° 11′ 55″ N, 7° 18′ 3″ O) | Steinschüttdamm mit Fahrbahn | 75,6           |
| Wupperbrücke Rader Straße (Radevormwald) (51° 11′ 58″ N, 7° 18′ 3″ O) | Spannbeton-Balkenbrücke für Fahrweg | 75,45          |
| Krebsögersteg (51° 12′ 12″ N, 7° 18′ 15″ O) | Fußgängersteg | 74,61          |
| Eisenbahnbrücke Wilhelmstal (51° 12′ 22″ N, 7° 18′ 20″ O) | Stahlbrücke der Wuppertalbahn | 74,29          |
| Eisenbahnbrücke Staustufe Dahlhausen (51° 12′ 30″ N, 7° 18′ 25″ O) | Stahlbrücke der Wuppertalbahn über die Staustufe Dahlhausen | 73,55          |
| Werksbrücke Hardt & Pocorny (51° 12′ 48″ N, 7° 18′ 29″ O) | Werksbrücke aus Stahl für Fußgänger (wegen Baufälligkeit gesperrt) | 72,35          |
| Wupperbrücke Hardtstraße (51° 12′ 54″ N, 7° 18′ 33″ O) | Spannbeton-Balkenbrücke für innerörtlichen Straßenverkehr (Landesstraße 81) | 72,12          |
| Wupperbrücke Vogelsmühle (51° 13′ 21″ N, 7° 18′ 19″ O) | Stahlbrücke für Fußgänger / kleiner Fahrweg (2007 restauriert) | 71,12          |
| Eisenbahnbrücke Dahlerau (51° 13′ 26″ N, 7° 18′ 30″ O) | Stahlbrücke der Wuppertalbahn | 70,87          |
| Wupperbrücke Wülfingstraße (51° 13′ 14″ N, 7° 18′ 44″ O) | Stahlbrücke für innerörtlichen Straßenverkehr | 70,2           |
| Fußgängerbrücke Wupperstraße/Grunewald (51° 13′ 21″ N, 7° 19′ 4″ O) | Für Fußgänger | 69,52          |
| linkes Ufer: Stadt Wuppertal – rechtes Ufer: Stadt Ennepetal | |                |
| Fußgängerbrücke Beyenburger Stausee (51° 14′ 28″ N, 7° 18′ 19″ O) | Spannbeton-Balkenbrücke für Fußgänger | 66,64          |
| Fischbauchbrücke Beyenburg (51° 14′ 52″ N, 7° 17′ 49″ O) | Fischbauchträger-Stahlbrücke (Bj. 1890) der Wuppertalbahn | 55,41          |
| Wupperbrücke Porta Westfalica Ost (51° 14′ 53″ N, 7° 17′ 50″ O) | Spannbeton-Balkenbrücke der Landesstraße 414 | 55,39          |
| Fußgängersteg Beyenburg-Schemm (51° 14′ 56″ N, 7° 18′ 8″ O) | Stahlbrücke für Fußgänger | 64,98          |
| Fußgängersteg Bilstein (51° 15′ 10″ N, 7° 18′ 18″ O) | Stahlbrücke für Fußgänger | 64,39          |
| linkes Ufer: Stadt Wuppertal – rechtes Ufer: Stadt Schwelm | |                |
| Werksbrücke WGF COLCOTON – Garn 1 (51° 15′ 1″ N, 7° 17′ 45″ O) | Werksverkehr | 63,52          |
| Werksbrücke WGF COLCOTON – Garn 2 (51° 15′ 1″ N, 7° 17′ 39″ O) | Werksverkehr | 63,42          |
| Werksbrücke WGF COLCOTON – Garn 3 (51° 15′ 1″ N, 7° 17′ 37″ O) | Werksverkehr | 63,39          |
| Wupperbrücke Porta Westfalica West (51° 15′ 0″ N, 7° 17′ 27″ O) | Spannbeton-Balkenbrücke der Landesstraße 414 | 63,18          |
| Stadt Wuppertal | |                |
| Beyenburger Brücke (51° 14′ 59″ N, 7° 17′ 21″ O) | Spannbeton-Balkenbrücke der Landesstraße 411 | 63,03          |
| Werksbrücke Erfurt (51° 15′ 33″ N, 7° 16′ 32″ O) | Werksverkehr | 61,46          |
| Wupperbrücke Hugo-Erfurt-Straße (51° 15′ 34″ N, 7° 16′ 29″ O) | kleine Fahrstraße | 61,37          |
| Eisenbahnbrücke Dahlhausen (Schwelm) (51° 15′ 22″ N, 7° 16′ 20″ O) | Stahlfachwerkbrücke (Bj. 1890) der Wuppertalbahn | 60,83          |
| Wupperbrücke Theodor-Schröder-Weg (51° 15′ 11″ N, 7° 16′ 13″ O) | Spannbeton-Balkenbrücke für Fußgänger, kleine Fahrstraße | 60,48          |
| Wupperbrücke Edmund-Vette-Weg (51° 15′ 19″ N, 7° 15′ 5″ O) | Balkenbrücke für Fußgänger | 59,03          |
| Werksbrücke Vorwerk (51° 15′ 14″ N, 7° 14′ 34″ O) | Fußgänger, kleine Fahrstraße | 58,4           |
| Wupperbrücke Blombacher Bach (51° 15′ 23″ N, 7° 13′ 54″ O) | Spannbeton-Balkenbrücke der Landesstraße 420 | 57,56          |
| Wuppertalbrücke (51° 15′ 25″ N, 7° 13′ 52″ O) | Stahlverbundbrücke der Bundesautobahn 1 | 57,48          |
| Eisenbahnbrücke Öhde (51° 15′ 35″ N, 7° 13′ 54″ O) | Eisenbahnbrücke (Bj. 1869) der Wuppertalbahn | 57,09          |
| Werksbrücke (51° 15′ 49″ N, 7° 14′ 3″ O) | Werksverkehr | 56,62          |
| Eisenbahnbrücke Rauental 51° 16′ 2″ N, 7° 14′ 9″ O | Bogenbrücke der Bahnstrecke Wuppertal-Oberbarmen–Opladen | 56,22          |
| Wupperbrücke Bockmühle (51° 16′ 4″ N, 7° 14′ 8″ O) | Bundesstraße 51 | 56,19          |
| Heckinghauser Zollbrücke (51° 16′ 16″ N, 7° 13′ 53″ O) | Bruchstein-Bogenbrücke (Bj. 1755) für Fußgänger | 55,7           |
| Wupperbrücke Waldeckstraße (51° 16′ 26″ N, 7° 13′ 32″ O) | Spannbeton-Balkenbrücke der Landesstraße 726 | 55,15          |
| Eisenbahnbrücke Oberbarmen (51° 16′ 27″ N, 7° 13′ 30″ O) | Bahnstrecke Elberfeld–Dortmund | 55,1           |
| Rittershauser Brücke (51° 16′ 28″ N, 7° 13′ 28″ O) | Balkenbrücke für Fußgänger | 55,04          |
| Wupperbrücke Berliner Platz (51° 16′ 29″ N, 7° 13′ 22″ O) | Innerstädtischer Straßenverkehr | 54,93          |
| Schwebebahnstation Oberbarmen Bahnhof (51° 16′ 29″ N, 7° 13′ 20″ O) | Fußgänger | 54,88          |
| Wupperbrücke Schöneberger Ufer (51° 16′ 29″ N, 7° 13′ 18″ O) | Innerstädtischer Straßenverkehr | 54,85          |
| Wupperbrücke Stennert (51° 16′ 27″ N, 7° 13′ 1″ O) | Innerstädtischer Straßenverkehr | 54,51          |
| Wupperbrücke Brändströmstraße (51° 16′ 24″ N, 7° 12′ 49″ O) | Innerstädtischer Straßenverkehr / Landesstraße 419 | 54,23          |
| Pfälzer Steg (51° 16′ 25,5″ N, 7° 12′ 40,4″ O) | Fußgänger Der Abriss der ursprünglichen/ehemaligen, 1895 gebauten Brücke, erfolgte am 9./10. Dezember 2019 aus Baufälligkeitsgründen. Im Januar 2023 wurde ein Ersatzneubau aus Stahl errichtet.                                   | 54,06          |
| Werther Brücke (51° 16′ 21″ N, 7° 12′ 25″ O) | Stahlbrücke für innerstädtischen Straßenverkehr | 53,71          |
| Schwebebahnstation Werther Brücke (51° 16′ 21″ N, 7° 12′ 25″ O) | Fußgänger | 53,70          |
| Wupperbrücke Diedenhofer Straße (51° 16′ 14″ N, 7° 12′ 17″ O) | Fußgänger | 53,41          |
| Wupperbrücke South-Tyneside-Ufer (51° 16′ 13″ N, 7° 12′ 8″ O) | Fußgänger | 53,23          |
| Wupperbrücke Rolingswerth (51° 16′ 11″ N, 7° 12′ 2″ O) | Stahlbrücke für innerstädtischen Straßenverkehr | 53,1           |
| Clefbrücke (51° 16′ 10″ N, 7° 11′ 57″ O) | Stahlbrücke, gesperrt (vorher Fußverkehr) | 52,99          |
| Schwebebahnstation Alter Markt (51° 16′ 10″ N, 7° 11′ 53″ O) | Fußgänger | 52,9           |
| Straßenkreuzung Alter Markt (51° 16′ 11″ N, 7° 11′ 50″ O) | Spannbeton-Balkenbrücke für innerstädtischen Straßenverkehr / Bundesstraße 7 | 52,85          |
| Schafbrücke (51° 16′ 9″ N, 7° 11′ 42″ O) | gesperrt (vorher Fußverkehr) | 52,77          |
| Dörner Brücke (51° 16′ 6″ N, 7° 11′ 35″ O) | Stahlbrücke (Bj. 1869) für innerstädtischen Straßenverkehr | 52,52          |
| Adlerbrücke (51° 16′ 1″ N, 7° 11′ 22″ O) | Rad- und Fußverkehr | 52,21          |
| Schwebebahnstation Adlerbrücke (51° 16′ 1″ N, 7° 11′ 21″ O) | Fußgänger | 52,20          |
| Wupperbrücke Wasserstraße (51° 16′ 0″ N, 7° 11′ 6″ O) | Stahlbrücke für innerstädtischen Straßenverkehr | 51,9           |
| Loher Brücke (51° 16′ 2″ N, 7° 10′ 51″ O) | Innerstädtischer Straßenverkehr / Landesstraße 433 | 51,6           |
| Wupperbrücke Farbmühle (51° 15′ 55″ N, 7° 10′ 42″ O) | Innerstädtischer Straßenverkehr | 51,3           |
| Mühlenbrücke (51° 15′ 51″ N, 7° 10′ 37″ O) | Fußgängerbrücke (Bj. 2006), ehemalige Gerüstbrücke der Schwebebahn | 51,17          |
| Wupperbrücke Völklinger Straße (51° 15′ 45″ N, 7° 10′ 26″ O) | Stahlbrücke für innerstädtischen Straßenverkehr | 50,85          |
| Haspeler Brücke (51° 15′ 31″ N, 7° 9′ 49″ O) | Stahlbrücke (Bj. 1902) für innerstädtischen Straßenverkehr | 49,99          |
| Wupperbrücke Eiland (51° 15′ 28″ N, 7° 9′ 43″ O) | Stahlbrücke für innerstädtischen Straßenverkehr | 49,84          |
| Wupperbrücke Hartmannufer (51° 15′ 26″ N, 7° 9′ 39″ O) | Fußgänger | 49,73          |
| Wupperbrücke Friedrich-Engels-Allee (51° 15′ 22″ N, 7° 9′ 32″ O) | Spannbeton-Balkenbrücke für innerstädtischen Straßenverkehr / Bundesstraße 7 | 49,55          |
| Wupperbrücke Barmer Straße (51° 15′ 21″ N, 7° 9′ 31″ O) | Stahlbrücke für innerstädtischen Straßenverkehr | 49,5           |
| Schwebebahnstation Kluse (51° 15′ 20″ N, 7° 9′ 17″ O) | Spannbeton-Balkenbrücke für Fußgänger | 49,13          |
| Wupperbrücke Bundesallee 1 (51° 15′ 22″ N, 7° 9′ 14″ O) | Spannbeton-Balkenbrücke für innerstädtischen Straßenverkehr / Bundesstraße 7 | 49,04          |
| Wupperbrücke Wesendonkstraße (51° 15′ 24″ N, 7° 9′ 7″ O) | Stahlbrücke für innerstädtischen Straßenverkehr | 48,9           |
| Brausenwerther Brücke (51° 15′ 24″ N, 7° 9′ 2″ O) | Spannbeton-Balkenbrücke (Bj. 1960) für innerstädtischen Straßenverkehr | 48,49          |
| Wupperbrücke Hofaue (51° 15′ 23″ N, 7° 8′ 58″ O) | Fußgänger (ohne Zugänge) | 48,7           |
| Wupperbrücke Alte Freiheit (51° 15′ 22″ N, 7° 8′ 56″ O) | Fußgängerzone | 48,66          |
| Isländer Brücke (51° 15′ 20″ N, 7° 8′ 48″ O) | Stahlbrücke für innerstädtischen Straßenverkehr | 48,49          |
| Bismarcksteg (51° 15′ 20″ N, 7° 8′ 44″ O) | Stahlbrücke (Bj. 1905) für Fußgänger | 48,42          |
| Wupperbrücke Alexanderstraße (51° 15′ 20″ N, 7° 8′ 36″ O) | Stahlbrücke für innerstädtischen Straßenverkehr | 48,26          |
| Schwebebahnstation Ohligsmühle (51° 15′ 19″ N, 7° 8′ 34″ O) | Fußgänger | 48,2           |
| Wupperbrücke Bundesallee 2 (51° 15′ 17″ N, 7° 8′ 29″ O) | Spannbeton-Balkenbrücke für innerstädtischen Straßenverkehr / Bundesstraße 7 | 48,07          |
| Wupperbrücke Alsenstraße (51° 15′ 11″ N, 7° 8′ 13″ O) | Stahlbrücke für innerstädtischen Straßenverkehr | 47, 72         |
| Wupperbrücke Tannenbergstraße (51° 15′ 9″ N, 7° 8′ 5″ O) | Stahlbrücke für innerstädtischen Straßenverkehr | 47,56          |
| Wupperbrücke Moritzstraße (51° 15′ 4″ N, 7° 7′ 55″ O) | Stahlbrücke für innerstädtischen Straßenverkehr | 47,29          |
| Wupperbrücke Pestalozzistraße (51° 14′ 55″ N, 7° 7′ 33″ O) | Stahlbrücke für innerstädtischen Straßenverkehr | 44,72          |
| Schwebebahnstation Pestalozzistraße (51° 14′ 55″ N, 7° 7′ 32″ O) | Fußgänger | 44,70          |
| Wupperbrücke Kabelstraße (51° 14′ 55″ N, 7° 7′ 14″ O) | Stahlbrücke (Bj. 1900) für innerstädtischen Straßenverkehr | 46,34          |
| Werksbrücke Bayerwerk 1, einspurige Fahrbrücke (51° 14′ 56″ N, 7° 6′ 56″ O) | Werksverkehr | 45,97          |
| Werksbrücke Bayerwerk 2, einspurige Fahrbrücke (51° 14′ 56″ N, 7° 6′ 56″ O) | Werksverkehr | 45,84          |
| Fußgänger- und Rohrbrücke Bayerwerk (51° 14′ 53″ N, 7° 6′ 42″ O) | Werksverkehr und Stofftransport | 45,69          |
| Werksbrücke Bayerwerk 3, doppelspurig (51° 14′ 53″ N, 7° 6′ 38″ O) | Werksverkehr | 45,60          |
| Steg Rohrbrücke Bayerwerk (51° 14′ 51″ N, 7° 6′ 30″ O) | Wartungssteg der Rohrbrücke | 45,37          |
| Schwebebahnstation Varresbecker Straße (51° 14′ 47″ N, 7° 6′ 25″ O) | Spannbeton-Balkenbrücke für Fußgänger | 44,30          |
| Wupperbrücke Tiergartentreppe (51° 14′ 47″ N, 7° 6′ 25″ O) | Stahlbrücke für Fußgänger (wegen Baufälligkeit gesperrt) | 45,28          |
| Werksbrücke Bayerwerk 4, doppelspurig (51° 14′ 40″ N, 7° 6′ 20″ O) | Werksverkehr | 45,05          |
| Sonnborner Eisenbahnbrücke (51° 14′ 30″ N, 7° 6′ 12″ O) | Bogenbrücke (Bj. 1910) der Bahnstrecke Düsseldorf–Elberfeld | 44,68          |
| Wupperbrücke Siegfriedstraße (51° 14′ 30″ N, 7° 6′ 12″ O) | Stahlbrücke für innerstädtischen Straßenverkehr | 44,67          |
| Schwebebahnstation Zoo/Stadion (51° 14′ 26″ N, 7° 6′ 12″ O) | Spannbeton-Balkenbrücke für Fußgänger | 44,57          |
| Alte Zoobrücke am Schweriner Ufer (51° 14′ 28″ N, 7° 6′ 10″ O) | Spannbeton-Balkenbrücke für Fußgänger, ehemals Straßenbrücke der Hubertusallee. | 44,55          |
| Wupperbrücke Stadion (51° 14′ 16″ N, 7° 6′ 11″ O) | Fußgänger | 44,25          |
| Wupperbrücke Rutenbecker Weg (51° 14′ 13″ N, 7° 5′ 52″ O) | Stahlbrücke für innerstädtischen Straßenverkehr | 43,79          |
| Wuppertalbrücke A46 Sonnborn (51° 14′ 14″ N, 7° 5′ 35″ O) | Spannbeton-Balkenbrücke der Bundesautobahn 46, vier einzelne Brückenschläge | 43,45          |
| Wupperbrücke Anschlussstelle Sonnborn (51° 14′ 12″ N, 7° 5′ 28″ O) | Spannbeton-Balkenbrücke der Bundesautobahn 46 | 43,3           |
| Wuppertalbrücke A46 Hammerstein (51° 14′ 3″ N, 7° 5′ 33″ O) | Spannbeton-Balkenbrücke der Bundesautobahn 46, drei einzelne Brückenschläge | 42,9           |
| Wuppertalbrücke Zubringer L 418 (51° 13′ 50″ N, 7° 5′ 52″ O) | Spannbeton-Balkenbrücke der Bundesautobahn 46 / Landesstraße 418 | 42,41          |
| Wupperbrücke Buchenhofen (51° 13′ 41″ N, 7° 6′ 19″ O) | Stahlbrücke für innerstädtischen Straßenverkehr | 41,81          |
| linkes Ufer: Stadt Wuppertal – rechtes Ufer: Stadt Solingen | |                |
| Teufelsbrücke (51° 12′ 39″ N, 7° 6′ 28″ O) | Spannbeton-Balkenbrücke (Bj. 1975) für Fußgänger (Vorgängerbauten seit dem 19. Jahrhundert) | 39,41          |
| Wupperbrücke L74 Nord (51° 11′ 42″ N, 7° 6′ 25″ O) | Spannbeton-Balkenbrücke der Landesstraße 74 | 37,45          |
| Kohlfurther Brücke (51° 11′ 28″ N, 7° 6′ 37″ O) | Stahlbrücke für Fußgänger (ehemals Straßenbahn und Individualverkehr) | 36,97          |
| Wupperbrücke L74 Süd (51° 11′ 11″ N, 7° 6′ 48″ O) | Spannbeton-Balkenbrücke der Landesstraße 74 | 36,36          |
| ehemaliger Wuppersteg Papiermühle (51° 10′ 46″ N, 7° 7′ 29″ O) | Stahlsteg für Fußgänger (wegen Baufälligkeit ab 2004 gesperrt, im Jahr 2019 abgerissen) | 34,85          |
| Brücke Grunenburg (51° 10′ 1″ N, 7° 7′ 59″ O) | Stahlbrücke (Bj. 1892) der Ronsdorf-Müngstener Eisenbahn (Brücke im Dezember 2014 demontiert) | 33,0           |
| linkes Ufer: Stadt Remscheid – rechtes Ufer: Stadt Solingen | |                |
| Wupperbrücke Remscheider Straße (51° 9′ 57″ N, 7° 8′ 9″ O) | Spannbeton-Balkenbrücke der Bundesstraße 229 | 32,75          |
| Napoleonsbrücke (51° 9′ 56″ N, 7° 8′ 10″ O) | Stein-Bogenbrücke Bj. 1848 (heute Fußgänger, bis 1970 Straßenverkehr) | 32,7           |
| Müngstener Brücke (51° 9′ 38″ N, 7° 8′ 0″ O) | Stahl-Bogenbrücke (Bj. 1897) der Bahnstrecke Solingen-Remscheid | 31,88          |
| Schwebefähre Müngsten (51° 9′ 33″ N, 7° 7′ 56″ O) | Schwebefähre für Fußgänger | 31,67          |
| Wupperbrücke Wiesenkotten (51° 8′ 50″ N, 7° 8′ 18″ O) | Stahlbrücke für Fußgänger | 29,94          |
| Stadt Solingen | |                |
| Wupperbrücke Eschbachstraße (51° 8′ 15″ N, 7° 8′ 52″ O) | Spannbetonbalkenbrücke für innerstädtischen Straßenverkehr / Landesstraße 407 | 28,45          |
| Seilbahn Burg (51° 8′ 12″ N, 7° 8′ 56″ O) | Sessellift | 28,35          |
| Wupperbrücke Strohn (51° 8′ 22″ N, 7° 7′ 23″ O) | Stahlbrücke für Fußgänger | 25,87          |
| Wupperbrücke Balkhauser Weg (51° 8′ 0″ N, 7° 7′ 8″ O) | Spannbetonbalkenbrücke für Kreisstraße 4 (Stadtkreis Solingen) | 24,98          |
| linkes Ufer: Stadt Leichlingen (Rheinland) – rechtes Ufer: Stadt Solingen | |                |
| Wupperbrücke Odentaler Weg (51° 8′ 15″ N, 7° 5′ 4″ O) | Spannbetonbalkenbrücke für Landesstraße 427 | 21,4           |
| Wuppersteg Obenrüdener Kotten (51° 7′ 39″ N, 7° 4′ 38″ O) | Stahlsteg für Fußgänger (beim Wupperhochwasser im Juli 2021 vollständig beschädigt) | 19,7           |
| Wupperbrücke Fähr (51° 7′ 37″ N, 7° 3′ 58″ O) | Balkenbrücke für Fahrweg | 18,85          |
| Wupperbrücke Friedrichsaue (51° 7′ 45″ N, 7° 2′ 56″ O) | Spannbetonbalkenbrücke für Fußgänger | 17,3           |
| Wupperbrücke Leichlinger- / Nesselrather Straße (51° 7′ 48″ N, 7° 1′ 31″ O) | Spannbetonbalkenbrücke für Kreisstraße 1 (Stadtkreis Solingen) | 15,43          |
| Wuppersteg Horn / Kradenpuhl (51° 7′ 34″ N, 7° 0′ 59″ O) | Steg für Fußgänger | 14,63          |
| Stadt Leichlingen | |                |
| Fußgängerbrücke am Pastorat (51° 6′ 25,7″ N, 7° 0′ 42,1″ O) | Fußgänger- und Radfahrerbrücke Stahlbrücke | ?              |
| Marly-le-Roi-Brücke (51° 6′ 19″ N, 7° 0′ 47″ O) | Bogenbrücke, Bogen über der Fahrbahn (Fußgängerzone / Verkehrsberuhigter Bereich) | 11,73          |
| Funchal-Brücke (51° 6′ 16″ N, 7° 0′ 50″ O) | Spannbetonbalkenbrücke für innerstädtischen Straßenverkehr / Landesstraße 359 | 11,63          |
| Henley-on-Thames-Brücke (51° 6′ 12″ N, 7° 0′ 52″ O) | Für Fußgänger | 11,5           |
| Wupperbrücke Opladener Straße (51° 5′ 54″ N, 7° 0′ 49″ O) | Spannbetonbalkenbrücke für Landesstraße 294 | 10,91          |
| linkes Ufer: Stadt Leverkusen – rechtes Ufer: Stadt Leichlingen (Rheinland) | |                |
| Eisenbahnbrücke Wupperschleife (51° 4′ 56″ N, 7° 0′ 34″ O) | Stahlfachwerkbrücke für die Bahnstrecke Haan-Gruiten–Köln-Deutz | 8,17           |
| Fußgängerbrücke Wupperschleife (51° 4′ 56″ N, 7° 0′ 34″ O) | Für Fußgänger (unterhalb der Eisenbahnbrücke Wupperschleife) | 8,17           |
| Eisenbahnbrücke Hülser Busch (51° 5′ 5″ N, 7° 0′ 8″ O) | Stahlfachwerkbrücke für die Bahnstrecke Mülheim-Speldorf–Troisdorf | 7,55           |
| Stadt Leverkusen | |                |
| Fußgängerbrücke Wiembachteiche (51° 4′ 25″ N, 6° 59′ 58″ O) | Spannbetonbalkenbrücke für Fußgänger | 6,1            |
| Opladener Wupperbrücke (51° 4′ 20″ N, 6° 59′ 48″ O) | Spannbetonbalkenbrücke für innerstädtischen Straßenverkehr / Bundesstraße 8 | 5,85           |
| Wupperbrücke Raoul-Wallenberg-Straße (51° 4′ 5″ N, 6° 59′ 25″ O) | Spannbetonbalkenbrücke für innerstädtischen Straßenverkehr / Landesstraße 288 | 5,2            |
| Wupperbrücke Bundesautobahn 3 (51° 4′ 3″ N, 6° 59′ 15″ O) | Spannbetonbalkenbrücke für Bundesautobahn 3 | 5,0            |
| Fußgängerbrücke Reuschen (51° 4′ 0″ N, 6° 59′ 3″ O) | Für Fußgänger | 3,72           |
| Eisenbahnbrücke Reuschenberg (51° 3′ 32″ N, 6° 58′ 23″ O) | Spannbetonbalkenbrücke für die Bahnstrecke Köln–Duisburg | 3,51           |
| Fußgängerbrücke Reuschenberg (51° 3′ 32″ N, 6° 58′ 22″ O) | für Fußgänger | 3,50           |
| Wupperbrücke Westring (51° 3′ 3″ N, 6° 57′ 55″ O) | Spannbetonbalkenbrücke für Landesstraße 108 | 1,87           |
| Schwimmbrücke Rheindorf (51° 2′ 46″ N, 6° 56′ 58″ O) | Stahl-Pontonbrücke für Fußgänger / kleiner Fahrweg | 0,62           |
| Wupperbrücke Bundesautobahn 59 (51° 2′ 45″ N, 6° 56′ 54″ O) | Spannbetonbalkenbrücke für Bundesautobahn 59 | 0,56           |